# Пальчикова, Анастасия Валерьевна
Анастасия Валерьевна Пальчикова (род. 27 мая 1982, Саратов, РСФСР, СССР) — российская киноактриса, режиссёр, сценаристка, переводчица, музыкант. Была удостоена премии «Золотой орёл» в номинации «Лучший киносценарий» к фильму «Большой» (2018). C 2016 года Анастасия занимается сольной музыкальной карьерой под псевдонимом «Gg».

## Биография

### Детство и юность
Анастасия Пальчикова родилась в городе Саратов в семье физиков. Когда ей было 13 лет, у неё умер отец. Настя тяжело переживала уход отца, вследствие чего сбежала из дома и прожила два месяца самостоятельной жизнью в заброшенном доме. При этом Настя не прекращала посещать общеобразовательную и музыкальную школы.
Настя говорит на трёх языках — польском, английском, французском. Училась в гимназии № 3 с английским уклоном. Экстерном окончила музыкальную школу по классу виолончели. Становилась лауреатом многих музыкальных конкурсов. Параллельно с учёбой работала переводчиком английского языка. В 1997 году выиграла конкурс «Мисс Юный Саратов». Занималась большим теннисом, а также продолжительное время занималась балетом. После окончания школы работала переводчиком в Польше.

### Образование
В 1999 году поступила в музыкальное училище по классу виолончели к преподавателю Льву Владимировичу Иванову. В 2000 году поступила в СГУ им. Н. Г. Чернышевского на филологический факультет. Во время учёбы Настя становилась участником ломоносовских чтений в МГУ им. Ломоносова. Также становилась лауреатом многочисленных филологических конкурсов. В 2003 году, после окончания третьего курса бросила университет и музыкальное училище. Затем переехала в Москву и поступила во ВГИК им. С. А. Герасимова на сценарный факультет, в мастерскую Н. Рязанцевой, которую окончила в 2008 году.

### Семья
- Валерий Васильевич Пальчиков (1944 г.р.)
- Надежда Анатольевна Маслина (1952 г.р.)

### Личная жизнь
Замужем за актёром и режиссёром Алексеем Смирновым, сыном режиссёра Андрея Смирнова.

## Карьера
Во время учёбы сценарии Насти печаталась в изданиях «Искусство кино Архивная копия от 3 августа 2018 на Wayback Machine» и «Киносценарий». На первых курсах Анастасии предложили написать сценарий для киносериала «Сделка» по заказу «Первого канала».
Также во время учёбы написала сценарий к телефильму «Так бывает». На данный момент Настя написала множество сценариев для фильмов и сериалов, сотрудничает с такими режиссёрами, как Валерий Тодоровский, Александр Котт, Анна Меликян, Владимир Мирзоев и др.
С 2009 по 2017 годы была солисткой группы «Сухие». Настя также являлась автором текстов и музыки песен. Группа часто становилась участником крупнейших музыкальных фестивалей, таких, как «Нашествие», «Крылья», «Маёвка Лайв», Tbilisi Open Air и др.
В августе 2016 года Настю пригласили приехать в Лондон для записи нескольких песен на английском языке. За короткое время сингл с мини-альбома «4 days» встал на 17 строчку клубных чартов Британии, занял 7 место в британском поп-чарте, 10 место в iTunes в Нидерландах и попал в обзор журнала Music Week. В 2018 году Анастасия записала альбомы на русском и английских языках.
В 2015 году, Анастасия в составе группы «Сухие» записала кавер на песню Валерия Меладзе и группы «ВИА Гра» «Притяжения больше нет» для альбома «ВМ от VM», после чего стала артистом лейбла Velvet Music. С 2015 по конец 2016 или начало 2017 года сотрудничала с лейблом. Анастасия завершила сотрудничество в связи с тем, что шоу-бизнес плохо сказывался на творчестве группы. С 2016 года, Пальчикова ведёт сольную карьеру по псевдонимом Gg. Примерно год совмещала её с творчеством группы, но после ухода Анастасии из «Сухие» в 2017 году, полностью посвятила себя в сольную карьеру. 
В 2020 году Анастасия дебютировала в качестве режиссёра полнометражного кино с фильмом «Маша», который уже завоевал на фестивале «Кинотавр 2020» приз за лучший дебют. В прокат фильм выйдет в 2021 году.

## Дискография
- 2014 — «Новая» («Сухие»)
- 2016 — #Нестесняйся («Сухие»)
- 2018 — Albome Fatale (Gg)

## Фильмография
- «Фотоувеличение»
- «Звёздные войны», все части фильма при Джордже Лукасе (эпизоды IV, V, VI, I, II, III)
- «Мой друг Иван Лапшин»
- «Где бы ты ни был»
- «Молодой Папа»
- «Новый Папа»
- «Мой сводный брат Франкенштейн»
- «Более странно, чем в раю»
- «Во все тяжкие»
- «Криминальное чтиво»
- «По долгу службы»

Актриса
- 2021 — «Вертинский» — Маруся-марафетчица

Режиссёр
- 2008 — «9 часов без сна» (к/ф)
- 2020 — «Маша»

Сценарист
- 2006 — «Сделка» (телесериал)
- 2007 — «Так бывает» (телефильм)
- 2008 — «9 часов без сна» (к/ф)
- 2015 — «8»
- 2015 — «Её звали Муму»
- 2016 — «Большой»
- 2016 — «Квартет» (телесериал)
- 2018 — «День до» (Новелла «Мишка»)
- 2020 — «Маша»
- 2021 — «Подвиг»
- 2022 — «Обоюдное согласие (1 сезон)»

### Видеоклипы
- 2016 — «Глупая» («Сухие»)
- 2017 – 4 days (Gg)
- 2018 — Freezing (Gg)
- 2018 —  Bloody Monday (GG)

## Достижения и награды
- 2018 — «Золотой орёл»[3] за лучший сценарий (за фильм «Большой»).
- 2020 — «Кинотавр»[3] за лучший дебют (за фильм «Маша»).